# Dorcadion scopolii
Dorcadion scopolii — вид жуков-усачей из подсемейства ламиин, рода корнеедов.

## Описание
Жук длиной от 9 до 11 мм. Усики и ноги обычно чёрные. Переднеспинка сильно поперечная. Плечевая наружная, спинная и общая шовная полосы почти одинаковой ширины.